# مالایا کونامکا
مالایا کونامکا (انگلیسی: Malaya Kuonamka) یک رودخانه در استان یاقوتستان کشور روسیه است.